# Kamelsäck
Kamelsäck eller kamelsadel är kvadratiska, handvävda, möstrade stycken i flossateknik, vilka utgör den dekorativa yttersidan på kamelsadelväskorna.
Kamelsäckar kom efterhand att bli populära i Europa och användes till möbelklädslar och särskilt kuddar. De flesta kamelsäckar som tillverkats i modern tid har oftast inte varit avsedda för sadelväskor. Kamelsäckarna har även kopierats industriellt.